# Karl Friedrich Curtius
Karl (eller Carl) Friedrich Curtius, född den 18 januari 1764 i Leipzig, död den 6 mars 1829 i Dresden, var en tysk jurist. 
Curtius gick från 1776 i Nicolaiskolan i sin hemstad, där han knöt nära band med Christian Gottlieb Haubold. Han fortsatte skolgången från 1779 i landsskolan i Pforta och återvände 1783 till Leipzig för att studera juridik. Efter att 1789 ha promoverats till juris doktor blev han 1790 advokat. Curtius undervisade samtidigt vid universitetet i sachsisk privaträtt, växelrätt, straffrätt och använd romersk rätt 1790–1797. År 1799 utnämndes han till råd vid appellationsrätten i Dresden. Utöver dissertationen De finibus exceptionis legis Anastasianae caute regundis författade han en Handbuch des in Kursachsen geltenden Civilrechts (2 delar, 1798–1799; 2:a utökade upplagan 1807, till vilken Stephan Carl Richter bearbetade 3:e delen 1807, 2:a upplagan 1825, och Gustav Friedrich Hänel 4:e delen 1819–1820, 2:a upplagan 1831). I anslutning till detta verk skrev Philipp Heinrich Friedrich Haensel sina Bemerkungen und Excurse über das in dem Königreich Sachsen gültige Civilrecht (3 avdelningar, 1828–1833).